# Dorothy Day
Dorothy Day, oblata per l'Orde de Sant Benet, (Ciutat de Nova York, 8 de novembre de 1897 - Ciutat de Nova York, 29 de novembre de 1980) va ser una periodista estatunidenca, activista social, conversa catòlica devota i socialista cristiana. Va advocar per la teoria econòmica catòlica del distributisme. El 1917, Day va ser empresonada com a membre del Silent Sentinels d'Alice Paul, i el 1930 va treballar en estreta col·laboració amb el també activista Peter Maurin per establir el Moviment del Treballador Catòlic, un moviment pacifista que segueix combinant ajudes directes als pobres i sense llar amb l'acció directa no violenta en nom seu. Day va cofundar el diari Catholic Worker (Treballador Catòlic) el 1931, i en va ser directora des de 1933 fins a la seva mort el 1980.
Day va tenir un avortament quan era jove i més tard va tenir a una filla. Ella mai es va casar ni pel civil ni per l'Església, malgrat les lleis de matrimoni del dret consuetudinari es podien haver aplicat als seus companys d'habitatge, amb almenys dos homes, en diferents moments.
L'Església Catòlica ha obert la causa de canonització de Day, pel que es refereix a ella amb el títol de serventa de Déu.

## Infància i joventut
Dorothy May Day va néixer el 8 de novembre de 1897, al barri de Brooklyn Heights de Brooklyn, New York. Va néixer en una família descrita per un biògraf com "sòlida, patriòtica, i de classe mitjana". El seu pare, John Day, era natiu de Tennessee d'ascendència irlandesa mentre que la seva mare, Grace Satterlee, nativa de l'estat de Nova York, era procedent d'una família anglesa. Els seus pares s'havien casat per l'església episcopal a Greenwich Village. Tenia tres germans i una germana. L'any 1904, el seu pare, que era un periodista esportiu devot de les curses de cavalls, va aconseguir una feina en un diari a San Francisco. La família va viure a Oakland, Califòrnia fins que el terratrèmol de San Francisco de 1906 va destruir la redacció del diari, i el seu pare perdés la feina. De la resposta espontània a la devastació del terratrèmol, i del sacrifici dels veïns en temps de crisi, Day va aprendre una lliçó sobre les accions individuals i la comunitat cristiana. La família es va mudar a Chicago.
Els seus pares eren cristians que rarament anaven a missa. Com a jove, va mostrar un gran interès en la religió, llegia la Bíblia habitualment. Quan tenia deu anys va començar a participar en la Missa del Nostre Salvador, una església episcopal en el barri Lincoln Park de Chicago, després que el seu rector convencés la seva mare que els germans de Day s'unissin a la coral de l'església. Va estudiar catecisme i va ser batejada i confirmada a l'església l'any 1911.
Day era una àvida lectora en la seva adolescència, particularment del llibre The Jungle de Upton Sinclair. Anava d'un llibre a un altre, notant la menció de Jack London sobre Herbert Spencer a Martin Eden, i llavors de Spencer a Darwin i Huxley. Aprenia sobre l'anarquia i la pobresa extrema amb Piotr Kropotkin, que defensava la creença en la cooperació en contrast amb la competició per la supervivència darwiniana. També va gaudir amb la literatura russa a la universitat, especialment Dostoievski, Tolstoi, i Gorki. Day va llegir moltes obres sobre consciència social, que li va donar un rerefons pel seu futur i la va ajudar a reforçar el seu suport i la seva involucració en l'activisme social.
L'any 1914, Day va assistir a la Universitat d'Illinois a Urbana-Champaign a través d'una beca. Era una estudiant reticent. Les seves lectures anaven principalment en la direcció del cristianisme social i radical. Va evitar la vida social en el campus, i es va mantenir econòmicament enlloc de rebre ajuda per part del seu pare, comprant-se ella mateixa tota la seva roba i sabates en botigues amb descompte. Va deixar la universitat després de dos anys i va marxar a Nova York.

### Activisme social
Es va establir al Lower East Side i va treballar en personal de diverses publicacions socialistes, inclosa The Liberator, The Masses, i The Call. Day "va explicar amb un somriure a socialistes imacients que ella era una pacifista fins i tot en la guerra de classes.'" Anys més tard, Day va descriure com va anar virant ideològicament en diferents direccions: "Només tenia divuit anys, així que canviava la meva lleialtat del socialisme, al sindicalisme (els Treballadors Industrials del Món o moviment I.W.W.) i l'anarquisme. Quan vaig llegir Tolstoi era anarquista. La meva lleialtat a The Call em va mantenir socialista, tot i que d'esquerres, i el meu americanisme m'inclinava al moviment I.W.W.."
Va celebrar la Revolució de Febrer de 1917 a Rússia, l'abolició de la monarquia i l'establiment d'un govern reformista. El novembre de 1917, va ser detinguda per fer de piquet a la Casa Blanca en favor del sufragi femení en el marc de la campanya anomenada Sentinelles Silencioses organitzada per Alice Paul i el Partit Nacional de les Dones, o National Woman's Party. Sentenciada a 30 dies de presó, va servir-ne 15 abans de ser alliberada, 10 d'ells en vaga de fam.
Va passar diversos mesos a Greenwich Village, on es va fer amiga de Eugene O'Neill, que posteriorment li va atribuir "una intensificació en el sentit religió que hi havia en mi". Va tenir un afer amorós durant diversos anys amb Mike Gold, un escriptor radical que més endavant es convertiria en un prominent comunista. Va mantenir relacions d'amistat amb comunistes americans de la talla d'Anna Louise Strong, i Elizabeth Gurley Flynn, que es van convertir en les líders del Partit Comunista dels Estats Units d'Amèrica.
Al principi, Day portava una vida bohèmia. Al febrer de 1921, després de posar fi a un afer amorós amb Lionel Moise, i de tenir un avortament que va ser "la gran tragèdia de la seva vida," es va casar amb Berkeley Tobey en una cerimònia civil. Va passar gran part del següent any amb ell a Europa, allunyada de la política, centrada en l'art i la literatura, i escrivint una novel·la mig autobiogràfica, The Eleventh Virgin (1924), basada en el seu afer amb Moise. En l'"Epíleg," va intentar treure aprenentatges sobre l'estatus de la dona a partir de la seva experiència: "Vaig pensar que era una dona jove lliure i emancipada, i vaig descobrir que no ho era en absolut... La llibertat és tan sols un vestit de la modernitat, una nova trampa en què nosaltres les dones caiem per capturar l'home que volem." Més tard el va valorar com "un llibre molt dolent." La venta dels drets de la novel·la per fer-ne la pel·lícula li van fer guanyar $2,500, i es va comprar una casa de platja com a lloc de recés per l'escriptura a Staten Island. Aviat va trobar un nou amant, Forster Batterham, un activista i biòleg, amb qui es veia els caps de setmana. Va viure allà des de 1925 a 1929, entretenint els amics i gaudint d'una relació romàntica que fracassava quan ella es prenia apassionadament la maternitat i la religió.
Day, que es pensava que era estèril arran de l'avortament, es va sorprendre molt en descobrir que estava embarassada en ple 1925 i Batterham temia la paternitat. En una visita a la seva mare a Florida, separada de Batterham durant diversos mesos, va intensificar la seva descoberta del catolicisme. En tornar a Staten Island, Batterham va veure la seva devoció en augment, la seva assistència a missa, i les seves lectures religioses incomprensibles. Poc després del naixement de la seva filla Tamar Teresa, el 4 de març de 1926, Day va trobar una germana religiosa catòlica, la germana Aloysia,, i amb la seva ajuda es va educar a si mateixa en la fe catòlica, i va batejar la seva filla al juliol de 1927. Batterham va refusar assistir a la cerimònia, i la seva relació amb Day es va tornar cada cop més insuportable, en contraposar-se el desig de casar-se per l'església d'ella amb l'antipatia que ell tenia a les religions organitzades, i al catolicisme en particular Després d'una última baralla a finals de desembre, Day no li va permetre tornar. Al 28 de desembre, es va batejar amb la germana Aloysia com a padrina.
A l'estiu de 1929, per superar la situació amb Batterham, Day va acceptar una feina de guionista per Pathé Motion Pictures, i es va mudar a Los Angeles amb la Tamar. Uns mesos més tard, a conseqüència del crac del 29, no li van renovar el contracte. Va tornar a Nova York després d'una estada a Mèxic i una visita familiar a Florida. Day es va mantenir com a periodista, escrivint una columna en el diari local Staten Island Advance, i fent articles i crítica literària en publicacions catòliques, com Commonweal. Va ser durant una de les seves tasques per The Commonweal a Washington, D.C. que va decidir prendre més partit en l'activisme social i el catolicisme.